# الجابراب
الجبراب هي احدي أكبر قرى منطقة المحمية غرب بولاية نهر النيل، تتبع اداريا لمحلية الدامر. تقع جنوب عطبرة بـ58 كلم، وشمال الخرطوم بـ221 كلم.
تحدها شمالاً قرية الكتياب، وشرقاً نهر النيل، وجنوبا قرية الفادنيه وغرباً تحيط بها صحراء بيوضة، يمر بها خط الطول 33,7 شرق ودائرة العرض 17,1 شمال.

## السكان
يقدر عدد سكانها بحوالى 4000 نسمة

## التقسيم الادارى
- سابقا كانت الجبراب تقع مع محاذاة نهر النيل وكانت تقسم إلى عدة مناطق منها الزونابية والنخلة والحلة الكبيرة والحبيل والدواب والعويضاب والجريف والحمداب والمداويس وحلة الفكي وكان بها مجلس شعبي واحد.
- مع كثرة الفيضانات وتهديد منطقة الجبراب رحل الجبراب غرباً في الموقع الحالي وتم تقسيم الجبراب ادارياً إلى الجبراب شمال ووسط وجنوب واصبح بها ثلاث لجان محلية ولجنة قومية للتنسيق بينهما.